# Gobiocichla
Gobiocichla is een geslacht van straalvinnige vissen uit de familie van de cichliden (Cichlidae).

## Soorten
- Gobiocichla ethelwynnae Roberts, 1982
- Gobiocichla wonderi Kanazawa, 1951